# والتر برونينج
والتر بروينينج (21 سبتمبر 1896 - 14 أبريل 2011) كان معمرًا أمريكيًا فائقًا عاش 114 عامًا و205 يومًا، وكان حتى وقت وفاته، أكبر رجل حي في العالم وثالث أكبر رجل تم التحقق منه على الإطلاق، خلف كريستيان مورتنسن وإميليانو ميركادو ديل تورو .

## سيرة
وُلد والتر بروينينج في بلدة ميلروز، بولاية مينيسوتا. كان ابنًا لجون وكورا (الاسم قبل الزواج مورهاوس) بروينينج، وله شقيقان وشقيقتانفي عام 1901، عندما كان في الخامسة من عمره، انتقلت عائلته إلى دي سميت، بولاية داكوتا الجنوبية، حيث تلقى تعليمه لمدة تسع سنوات، حتى انفصلت عائلته عام 1910. وصف بروينينج تلك الفترة بأنها "العصور المظلمة"، حيث عاشت عائلته دون كهرباء أو مياه جارية أو أنظمة صرف صحي.
على الرغم من وفاة والديه في عمر 50 و46 عامًا، اشتهرت عائلته بطول العمر. فقد عاش أجداده من جهة الأب والأم حتى التسعينيات من أعمارهم، ووصل أشقاؤه إلى أعمار 78، 85، 91، و100 عامًا. أما أقاربه الذين كانوا على قيد الحياة عند وفاته، فكانوا ابنة أخيه وثلاثة أبناء أخيه (جميعهم في الثمانينيات)، بالإضافة إلى أحفاد أشقائه.
في عام 1910، وعندما بلغ عمره 14 عامًا، ترك بروينينج المدرسة وبدأ العمل في جمع قوالب الخبز مقابل 2.50 دولار أسبوعيًا. انضم إلى شركة السكك الحديدية الشمالية الكبرى في عام 1913. خلال سنواته الأولى في العمل، كان يضطر إلى الإختباء من مالك الشركة، جيمس جيه هيل، الذي لم يكن يقبل توظيف موظفين دون سن 18 عامًا (تم تعيين بروينينج في سن 17 عامًا). استمر بروينينج بالعمل في الشركة حتى بلوغه 66 عامًا، وكان أيضًا مديرًا وسكرتيرًا لنادي "شرينر" المحلي حتى سن 99 عامًا.
خلال الحرب العالمية الأولى، انضم إلى الخدمة العسكرية لكنه لم يُستدعَ للقتال. وعندما اندلعت الحرب العالمية الثانية، كان قد بلغ عمرًا يمنعه من الخدمة.
انتقل بروينينج إلى ولاية مونتانا عام 1918، حيث واصل عمله في شركة السكك الحديدية. هناك التقى بأجنيس (شارب) تووكي، التي كانت تعمل كعاملة تلغراف في مدينة بوت. تزوجها في عام 1922 واستمر زواجهما حتى وفاتها عام 1957. لم يكن لديهما أطفال. كان يُعتقد أن بروينينج لم يتزوج مرة أخرى، حيث صرح بأن "الزيجات الثانية لا تنجح أبدًا؛ وحتى الزيجات الأولى غالبًا ما تفشل في هذا الزمن." لكن بعد وفاته، تم العثور على وثيقة زواج تثبت أنه تزوج مارغريت (دانييلز) فانست في 5 أكتوبر 1958، والتي توفيت لاحقًا في 15 يناير 1975.
كان بروينينج ماسونيًا ، عضوًا في نُزل غريت فولز رقم 118، في مدينة شلالات عظيمة، بولاية مونتانا، لأكثر من 85 عامًا. كان يحمل الدرجة الثالثة والثلاثين من الطقوس الاسكتلندية.

## في السنوات اللاحقة
عاش بروينينج في مركز راينبو للتقاعد والمساعدة المعيشية في جريت فولز، مونتانا ، لمدة 32 عامًا، وانتقل إليه عندما كان فندق راينبو في عام 1979 عندما كان عمره 83 عامًا. تحول فندق راينبو إلى مركز راينبو للمعيشة المساعدة في عام 1996، وهو العام الذي بلغ فيه عامه المائة.
كان بروينينج يدخن السيجار طوال حياته، لكنه قال في مقابلة أجريت معه عندما كان عمره 110 أعوام أنه أقلع عن التدخين في عام 1999، عندما كان عمره 103 أعوام، قائلاً إن السيجار أصبح باهظ الثمن. ومع ذلك، عندما بلغ من العمر 108 أعوام، بدأ التدخين مرة أخرى لفترة وجيزة، حيث شجعته هدايا السيجار التي وصلته من أماكن بعيدة مثل لندن. احتفظ بروينينج بذاكرته الحادة. على سبيل المثال، يمكنه أن يتذكر جده وهو يتحدث عن تجاربه في الحرب الأهلية الأمريكية عندما كان في الثالثة من عمره، ويتذكر اليوم الذي قُتل فيه الرئيس ويليام ماكينلي باعتباره اليوم الذي "حصلت فيه على أول قصة شعر لي".
في عيد ميلاده الـ 112 في عام 2008، قال بروينينج إن سر العمر الطويل هو النشاط: "إذا أبقيت عقلك مشغولاً وأبقيت جسدك مشغولاً، فستعيش لفترة طويلة." في 24 أبريل 2009، أجرى ستيف هارتمان مقابلة مع بروينينج على قناة سي بي إس لصالح Assignment America . عندما سأله هارتمان عما إذا كان سيجري مقابلة ثانية مع قناة سي بي إس في غضون أربع سنوات، قال بروينينج، "حسنًا، يمكنك ذلك بالتأكيد!" ومع ذلك، توفي بعد ذلك بعامين.

## الأحداث العامة
في عيد ميلاده الـ110، في سبتمبر/أيلول 2006، تم إعلان بروينينج أكبر سائق سكك حديدية متقاعد على قيد الحياة في الولايات المتحدة. وحضر احتفاله آنذاك حاكم ولاية مونتانا ، براين شفايتزر ، ورئيس بلدية المدينة.
في 16 فبراير 2009، ظهر بروينينج في برنامج "نيوز أور مع جيم ليرر"، حيث شارك بآرائه حول الحالة الاقتصادية الراهنة ورؤيته للرئيس المنتخب حديثًا، باراك أوباما. ذكر بروينينج أن أول رئيس أدلى بصوته لصالحه كان وودرو ويلسون، وأن أكثر حدث أثّر فيه خلال حياته كان انهيار وول ستريت عام 1929. كما استعرض ذكرياته عن الحياة في فترة الكساد العظيم.
وفي 24 أبريل 2009، كان بروينينج محور تركيز فقرة ضمن برنامج "Assignment America" الذي يقدمه ستيف هارتمان على قناة سي بي إس إيفنينج نيوز. ثم عاد ليكون محورًا لتقرير آخر في 21 سبتمبر 2009، بمناسبة عيد ميلاده الـ113. خلال احتفاله بعيد ميلاده، قال بروينينج كلمات مؤثرة:
"تذكروا أن طول الحياة لا يُقاس بساعاتها وأيامها، بل بما أنجزناه خلالها. فحياة بلا فائدة تكون قصيرة حتى وإن استمرت قرنًا من الزمان. هناك أمور أعظم وأفضل في داخلنا جميعًا، إذا اكتشفناها. سيكون هناك دائمًا في هذا العالم أخطاء، ولكن لا يوجد خطأ يحقق النجاح حقًا. سيأتي اليوم الذي ينتصر فيه النور والحق والعدل والخير، ولن يكون هناك خطأ أو شر إلى الأبد.".
أطلقت شركة بي إن إس إف للسكك الحديدية اسم "بروينينج" على الطرف الغربي من تقسيمها الجديد في برودفيو، حيث يلتقي مع تقسيم نورثرن لاوريل العظيم بالقرب من برودفيو بولاية مونتانا، والمعروف باسم والتر جنكشن. حضر بروينينج شخصيًا حفل افتتاح هذا الخط الجديد في الثاني من سبتمبر عام 2009. يُعد الخط الجديد مخصصًا لخدمة منجم سيجنال بيك. في 25 فبراير 2010، تم تكريم بروينينج من قبل سفراء مونتانا لتسليط الضوء على ولاية مونتانا. 

## التاريخ الصحي والعادات
في عام 1960، عندما كان عمره 64 عامًا، تم تشخيص إصابة بروينينج بسرطان القولون. لقد تم علاجها بنجاح ولم يعود السرطان. ولم يكن لدى بروينينج أي مشاكل صحية أخرى حتى تعرض لكسر في الورك عن عمر يناهز 108 أعوام. أمضى ثمانية أيام في المستشفى وشُفي تمامًا في 21 يومًا. في نوفمبر 2007، عندما كان عمره 111 عامًا، تم تزويد بروينينج بأجهزة مساعدة على السمع. في الأسبوع الذي سبق عيد ميلاده الـ113، في سبتمبر 2009، سقط بروينينج وأصيب بكدمة في فروة رأسه، لكنه لم يصب بأذى. كان بروينينج يتمتع بصحة ممتازة، وكان يمشي دون مساعدة ورفض استخدام المصعد للوصول إلى شقته في الطابق الثاني حتى كسر وركه. بدأ بروينينج يتباطأ جسديًا في عامه الأخير، حيث احتاج في البداية إلى مشاية ثم دراجة بخارية للتنقل، على الرغم من أن حالته العقلية لم تتضاءل حتى النهاية.
يعزو بروينينج جزءًا كبيرًا من طول عمره إلى نظامه الغذائي. وبعد وقت قصير من وفاة زوجته، بدأ بروينينج بتناول الطعام خارج المنزل في المطاعم. وفي نهاية المطاف، توقف عن تناول الطعام بالخارج، لكنه استمر في تناول وجبتين في اليوم. تناول وجبة إفطار كبيرة وغداء شهيًا، لكنه تخطى وجبة المساء، وتناول الفاكهة بدلاً من ذلك. شرب بروينينج الكثير من الماء على مدار اليوم بالإضافة إلى كوب ونصف من القهوة مع وجبة الإفطار وكوب واحد مع الغداء. كان يستيقظ كل يوم في الساعة 6:15 صباحا وتناولت وجبة الإفطار في الساعة 7:30 أكون. وبعد ذلك قام بجولة حول The Rainbow لممارسة الرياضة، ثم كان جالسًا في الردهة يتجاذب أطراف الحديث مع زملائه المقيمين والعديد من زواره. كان بروينينج يذهب إلى غرفته في منتصف فترة ما بعد الظهر للاستماع إلى الراديو، وعندما تسمح له بصره، كان يقرأ الصحيفة ورسائله العديدة التي كانت يتلقاها من أشخاص من جميع أنحاء العالم.
بشكل عام، كان بروينينج يتمتع بصحة جيدة طوال حياته تقريبًا. كان وزنه ثابتًا تقريبًا طوال الخمسين عامًا الأخيرة من حياته، 125–130 رطل (57–59 كـغ) . لأن برونينج كان 5 قدم 8 بوصة (1.73 م) ، وكان مؤشر كتلة جسمه حوالي 19. لمدة سنوات، كان برونينج يتناول الأسبرين للأطفال كل يوم، لكنه توقف عن ذلك في النهاية، قائلاً إنه لا يحتاج إليه، ومنذ ذلك الحين لم يتناول أي دواء. يعتقد بروينينج أن المفتاح الآخر لطول عمره هو الحفاظ على نشاط عقله وجسده. كان يمارس تمارين اللياقة البدنية بشكل يومي حتى النهاية تقريبًا. في سنواته الأخيرة لم يكن يستطيع القراءة بشكل جيد لأن بصره كان ضعيفًا للغاية بسبب إعتام عدسة العين، لكنه أبقى نفسه مشغولاً ذهنيًا بالاستماع إلى الراديو.

## وفاته
في مقابلة مع وكالة أسوشيتد برس في خريف عام 2010، ذكر بروينينج أنه لم يكن لديه أي خوف أو رفض للتغيير - وخاصة الموت. "سنموت جميعًا. بعض الناس يخافون من الموت. لا تخف أبدًا من الموت. لأنك ولدت لتموت"، كما قال.
في 31 مارس 2011، تم نقل بروينينج إلى المستشفى في جريت فولز بسبب مرض غير محدد. قام حاكم ولاية مونتانا آنذاك براين شفايتزر بزيارته في المستشفى يومي 6 و8 أبريل 2011. توفي بسلام أثناء نومه لأسباب طبيعية في الساعة 3:30الساعة 13:00 مساءً بالتوقيت المحلي بتاريخ 14 أبريل 2011.
في وقت وفاته، كان بروينينج ثالث أكبر شخص حي في العالم وثاني أكبر رجل حي في أمريكا، بعد بيسي كوبر ، وأكبر رجل حي في العالم. خلفه زميله هوراسيو سيلي ميندوزا البالغ من العمر 114 عامًا من بيرو كأكبر رجل حي في العالم.  خلفه ماورو أمبريز تابيا البالغ من العمر 113 عامًا من المكسيك كأكبر رجل حي في أمريكا الشمالية ، والذي توفي بعد أربعة أيام فقط.
قبل وفاته، شارك بروينينج صلاة مع قسّه. قال "لقد تحدثت معه هذا الصباح، وذكّرته باتفاقنا". فسأله قسّه عن ماهية الاتفاق. قال بروينينج، "إذا لم أكن سأتحسن، فيتعين علي أن أرحل الآن." 